# Luceafărul Oradea
Luceafărul Oradea ist ein rumänischer Fußballverein aus Oradea im Kreis Bihor, dessen Mannschaft mehrere Saisons in der Liga II spielte. Die Heimspiele werden im Stadionul Luceafărul in Sânmartin ausgetragen.

## Geschichte
Der Verein wurde im Jahr 2000 auf Initiative von Eltern gegründet, deren Kinder keine Zukunft beim FC Bihor Oradea hatten. Unter dem Präsidenten Gavrilă Ghilea, ehemals Präfekt des Kreises Bihor und Präsident des FC Bihor Oradea, wuchs der Verein. Auch die Mannschaft verbesserte sich Schritt für Schritt und aus der Jugendförderung wurde ein professioneller Spielbetrieb.
Nach einer Fusion mit dem Verein Lotus Băile Felix spielte der Verein ab der Saison 2007/08 unter dem Namen CS Luceafărul Lotus Băile in der Liga III und schaffte unter Trainer Lucian Ciscan zwar den Aufstieg in die Liga II, musste sich dann jedoch aufgrund von finanziellen Problemen vom Spielbetrieb zurückziehen. Der Verein löste sich noch im Sommer 2008 auf.
Daraufhin gründete eine Gruppe von Unternehmern aus Bacău den Verein Știința Bacău und übernahmen den freigewordenen Platz in der Liga II. Im Februar 2009 gründeten die beiden Unternehmer Giani Nedelcu und Mircea Crainiciuc den Verein CS Luceafărul Lotus Băile neu, der noch während der laufenden Saison 2008/09 den Spielbetrieb von Știința Bacău und deren Platzierung übernahm, wobei die laufende Saison unter dem Namen Știința Bacău weiter gespielt wurde. Am 3. Juni 2009 gab Mircea Crainiciuc bekannt, dass sich der Verein aufgrund von finanziellen Problemen ab sofort vom Spielbetrieb zurückzieht. Daraufhin wurden die letzten drei noch nicht absolvierten Meisterschaftsspiele jeweils als 0:3-Niederlage gewertet und ein Zwangsabstieg in die Liga III festgelegt. Eine Auflösung konnte jedoch vermieden werden.
Nach zwei Spielzeiten in der Liga III schaffte der Verein in der Saison 2010/11 den erneuten Aufstieg in die Liga II. Călin Moldovan wurde zu Beginn der Saison 2011/12 neuer Trainer, er wurde jedoch bereits am 9. Dezember 2011 entlassen. Ersetzt wurde er durch Leontin Grozavu. Luceafărul beendete die Saison als Sechster und wurde 2012/13 Zehnter der Liga II. Am 10. Juli 2013 gab Luceafărul den freiwilligen Rückzug aus der Liga II bekannt und meldete sich für die Saison 2013/14 in der Liga IV an.
In der Saison 2014/15 wurde der Verein Erster in der Liga IV und stieg dadurch in die Liga III auf. Anschließend gelang in der folgenden Saison als Erster die Rückkehr in die Liga II. Nach der Saison 2018/19 zog sich der Verein wegen fehlender finanzieller Mittel freiwillig in die dritte Liga zurück.